# 閔本
闵本（？—1368年），字宗先，元朝官员，河内（今河南省沁阳市）人。
闵本性情刚正敏捷，而刻苦好学。早年被推荐选任为礼部令史，御史大夫不花赏识他的才能，征辟以掾，平反冤狱，有名声。擢升为御史台照磨。不久，改任枢密院都事，拜监察御史，升为中书左司都事，官至吏部尚书、刑部尚书、户部尚书。闵本家贫，而有眼病，曾上章请求辞官，元顺帝不允，授为集贤侍讲学士。至正二十八年，明朝大军至京师，闵本对其妻程氏说：“国事至此，我早知道了。愧不能立功报国，哪敢爱惜六尺之躯而苟活！”程氏说：“君能死忠，我还有什么舍不得的！”闵本穿上朝服，与程氏北向再拜，在屋中墙壁大书：“元中奉大夫、集贤侍讲学士闵本死。”于是各自自缢而死。长女闵真真，次女闵女女，见闵本已死，呼天号泣，都自缢在他旁边。